# تشارلز ويدمور
تشارلز ويدمور (بالإنجليزية: Charles Widmore )‏ هو شخصية خيالية على المسلسل التلفزيوني لوست ، الذي يروي حياة أكثر من أربعين شخصاً بعد تحطم طائرتهم على جزيرة نائية في مكان ما في جنوب المحيط الهادئ. ، هو في المقام الأول وكما يصور رجل كبير السن من آلان دايل ؛ توم كونولي وديفيد لي صوروا الشخصية في الشباب ورجل من متوسطي العمر على التوالي.